# Catasetum randii
Catasetum randii là một loài phong lan.